# Leo Gassmann
Leo Gassmann (Roma, 22 novembre 1998) è un cantautore e attore italiano, vincitore del Festival di Sanremo 2020 nella sezione "Nuove proposte" con il brano Vai bene così.

## Biografia
È l'unico figlio degli attori Alessandro Gassmann e Sabrina Knaflitz; i suoi nonni paterni furono l'attore e regista Vittorio Gassman e l'attrice Juliette Mayniel. Inizia ad approcciare la musica all'età di sette anni con la chitarra classica, in seguito, a nove anni è entrato nel conservatorio di Santa Cecilia. A distanza di cinque anni ha abbandonato la musica classica per dedicarsi al canto. Nel 2018 ha partecipato alla dodicesima edizione di X Factor, giungendo fino alla semifinale con l'inedito Piume, classificandosi quinto. Il 23 novembre ha pubblicato il brano come singolo per l'etichetta Sony Music.
Il 22 marzo 2019 ha pubblicato il singolo Cosa sarà di noi?, mentre il 28 giugno dello stesso anno è uscito Dimmi dove sei, entrambi per l'etichetta Universal Music. Nel dicembre 2019 ha superato le selezioni di Sanremo Giovani, grazie alle quali nel febbraio 2020 ha partecipato al Festival di Sanremo nella sezione "Nuove proposte", vincendo il 7 febbraio con il brano Vai bene così. Nello stesso giorno è uscito il suo album di debutto dal titolo Strike. Nel 2020 ha doppiato il personaggio di Guy Crood nel film I Croods 2 - Una nuova era.
Nel febbraio 2023 ha partecipato per la seconda volta in gara al 73º Festival di Sanremo con il brano Terzo cuore, classificatosi al diciottesimo posto al termine della manifestazione. Il 24 febbraio ha pubblicato il suo secondo album, intitolato La strada per Agartha.
Nella seconda parte dell'anno il suo singolo Dammi un bacio ja' è entrato a far parte della colonna sonora di Un professore, serie televisiva con protagonista suo padre.
L'11 febbraio 2024 è uscito il film televisivo Califano nel quale ha debuttato come attore proprio nei panni di Franco Califano. Lo stesso giorno è uscito sugli store digitali Califano (Original Motion Picture Soundtrack), album che contiene i sette brani ricantati da Leo Gassmann e presenti nel film. Per lo stesso film è stato poi premiato al Nastro d'argento come "Rivelazione dell'anno".
Nel mese di marzo 2024 la rivista Forbes Italia lo ha inserito tra gli under 30 italiani che avranno maggiore impatto nel futuro per la categoria intrattenimento. Il 19 aprile è stato reso disponibile il singolo Take That. ll 1º maggio ha preso parte al Concertone. Il 20 settembre è uscito il singolo A cosa serve l'estate, in collaborazione con Svegliaginevra. Nello stesso anno prende parte alla seconda stagione di Nudes e al film Una terapia di gruppo.
Il 4 aprile 2025 è stato pubblicato il singolo E poi sei arrivata tu, seguito il 16 maggio dal singolo Free drink.

## Discografia

### Album in studio
- 2020 – Strike
- 2023 – La strada per Agartha

### Colonne sonore
- 2024 – Califano (Original Motion Picture Soundtrack)

## Programmi televisivi
- X Factor (Sky Uno, 2018) - concorrente

## Partecipazioni a manifestazioni canore
- Sanremo Giovani (Rai 1)
  - 2019 – Finalista con Vai bene così
- Festival di Sanremo (Rai 1)
  - 2020 – 1º posto sezione "Nuove proposte" con Vai bene così
  - 2023 – 18º posto con Terzo cuore

## Filmografia

### Attore

#### Cinema
- Una terapia di gruppo, regia di Paolo Costella (2024)

#### Televisione
- Califano, regia di Alessandro Angelini – film TV (2024)
- Nudes – serie TV (2024)

### Doppiatore

#### Cinema
- Guy Crood ne I Croods 2 - Una nuova era

## Riconoscimenti
- Festival di Sanremo
  - 2020 – Primo classificato sezione "Nuove proposte" con Vai bene così[12]
- Forbes Italia
  - 2024 – Inserimento tra gli under 30 italiani di maggiore impatto nel futuro nella categoria "Intrattenimento"[25]
- Nastro d'argento
  - 2024 – Premio speciale "Rivelazione dell'anno" per Califano[24]